# Port lotniczy Ryga

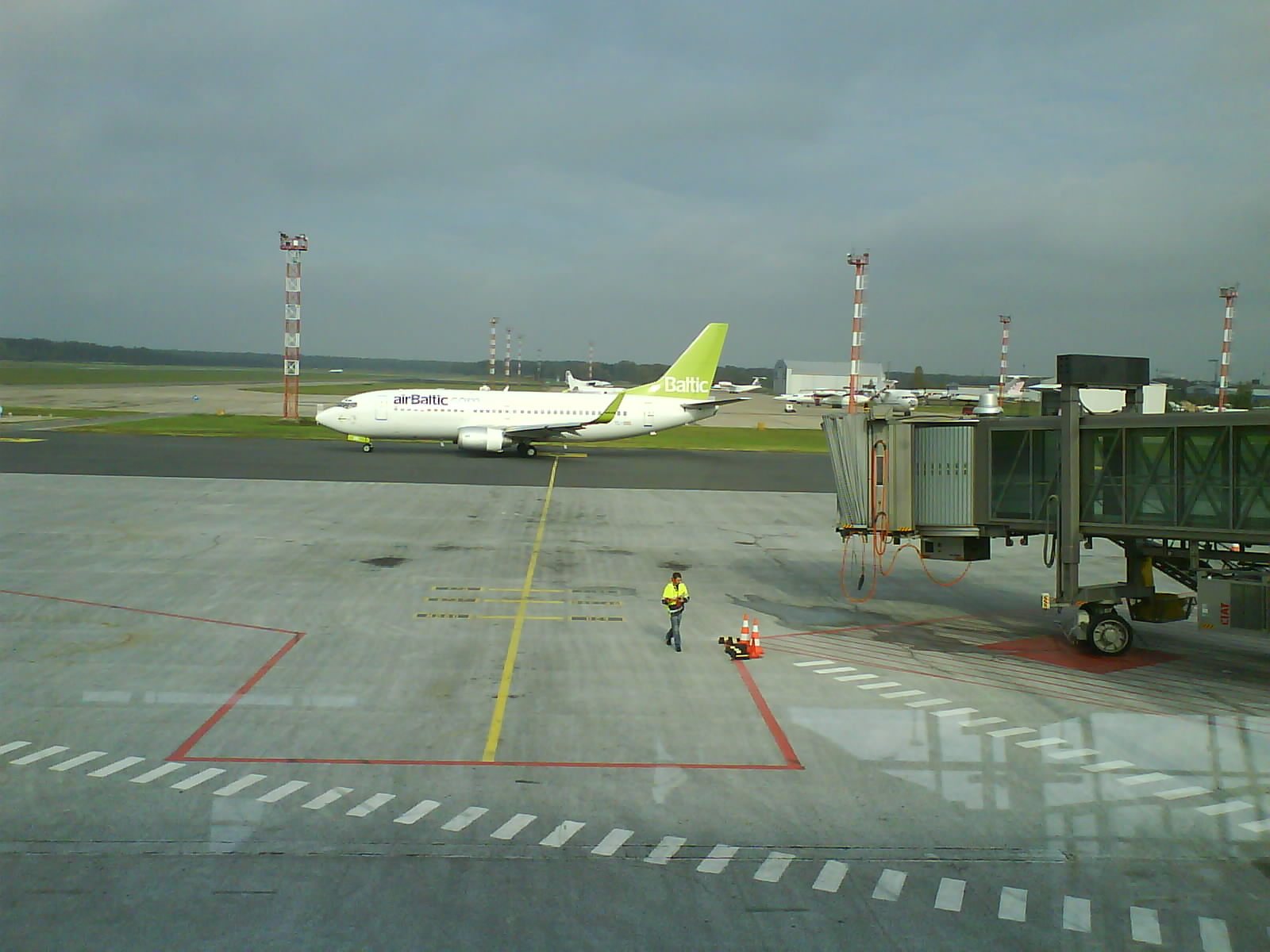
Samolot Air Baltic w ryskim porcie lotniczym

Port lotniczy Ryga – lotnisko znajdujące się ok. 6 kilometrów od centrum Rygi. Największy port lotniczy Łotwy. W 2023 roku obsłużył ponad 6,6 mln pasażerów.

## Linie lotnicze i połączenia
| Linia lotnicza        | Kierunek |
| --------------------- | --- |
| Aegean Airlines       | 1. Ateny |
| Air Baltic            | 1. Amsterdam 2. Ateny 3. Barcelona 4. Berlin 5. Billund 6. Bruksela 7. Budapeszt 8. Bukareszt 9. Dubaj 10. Dublin 11. Düsseldorf 12. Frankfurt 13. Göteborg 14. Hamburg 15. Helsinki 16. Kiszyniów 17. Kopenhaga 18. Larnaka 19. Lizbona 20. Lublana 21. Londyn-Gatwick 22. Madryt 23. Malaga 24. Mediolan-Malpensa 25. Monachium 26. Nicea 27. Oslo-Gardermoen 28. Pałąga 29. Paryż-Charles de Gaulle 30. Praga 31. / Prisztina 32. Reykjavík-Keflavík 33. Rzym-Fiumicino 34. Skopje 35. Sofia 36. Sztokholm-Arlanda 37. Tallinn 38. Tampere 39. Tbilisi 40. Tel Awiw 41. Tirana 42. Turku 43. Wiedeń 44. Wilno 45. Zurych Sezonowo: 1. Aberdeen 2. Agadir 3. Alicante 4. Baku 5. Batumi 6. Belgrad 7. Bergen 8. Bilbao 9. Burgas 10. Katania 11. Korfu 12. Dubrownik 13. Genewa 14. Gran Canaria 15. Hanower 16. Heraklion 17. Innsbruck (od 22 grudnia 2024) 18. Stambuł 19. Kittilä 20. Kluż-Napoka (od 2 maja 2025) 21. Madera (od 28 października 2024) 22. Malta 23. Marrakesz 24. Mykonos (od 5 czerwca 2025) 25. Neapol 26. Olbia 27. Palma de Mallorca 28. Piza 29. Porto 30. Rodos 31. Rijeka 32. Rzeszów (od 28 października 2024) 33. Salzburg 34. Split 35. Stuttgart 36. Teneryfa-Południe 37. Saloniki 38. Stavanger (od 3 czerwca 2025) 39. Tivat 40. Trondheim 41. Walencja 42. Wenecja 43. Werona 44. Erywań Sezonowe czartery: 1. Antalya 2. Patras 3. Szarm el-Szejk |
| Air Montenegro        | Sezonowe czartery: 1. Tivat |
| British Airways       | 1. Londyn-Heathrow |
| Finnair               | 1. Helsinki |
| Freebird Airlines     | Sezonowe czartery: 1. Antalya |
| LOT                   | 1. Warszawa-Chopin |
| Lufthansa             | 1. Frankfurt |
| Norwegian Air Shuttle | 1. Kopenhaga 2. Oslo-Gardermoen 3. Sztokholm-Arlanda 4. Trondheim Sezonowo: 1. Alicante (od 30 października 2024) 2. Korfu 3. Tivat |
| Ryanair               | 1. Aarhus 2. Barcelona 3. Paryż-Beauvais 4. Bergamo 5. Berlin 6. Bruksela-Charleroi 7. Dublin 8. East Midlands 9. Edynburg 10. Gdańsk 11. Göteborg 12. Kraków 13. Leeds/Bradford 14. Londyn-Stansted 15. Malaga 16. Malta 17. Manchester 18. Memmingen 19. Pafos 20. Praga 21. Rzym-Ciampino 22. Oslo-Torp 23. Sztokholm-Arlanda 24. Treviso 25. Wiedeń Sezonowo: 1. Kolonia/Bonn 2. Girona 3. Trapani 4. Warszawa-Modlin |
| SmartLynx Airlines    | Sezonowe czartery: 1. Antalya 2. Burgas 3. Korfu 4. Dżerba 5. Enfidha 6. Madera 7. Teneryfa-Południe 8. Tivat 9. Warna |
| Transavia             | 1. Amsterdam |
| Turkish Airlines      | 1. Stambuł |
| Uzbekistan Airways    | 1. Taszkent |
| Wizz Air              | 1. Kutaisi |

## Informacje techniczne[20]

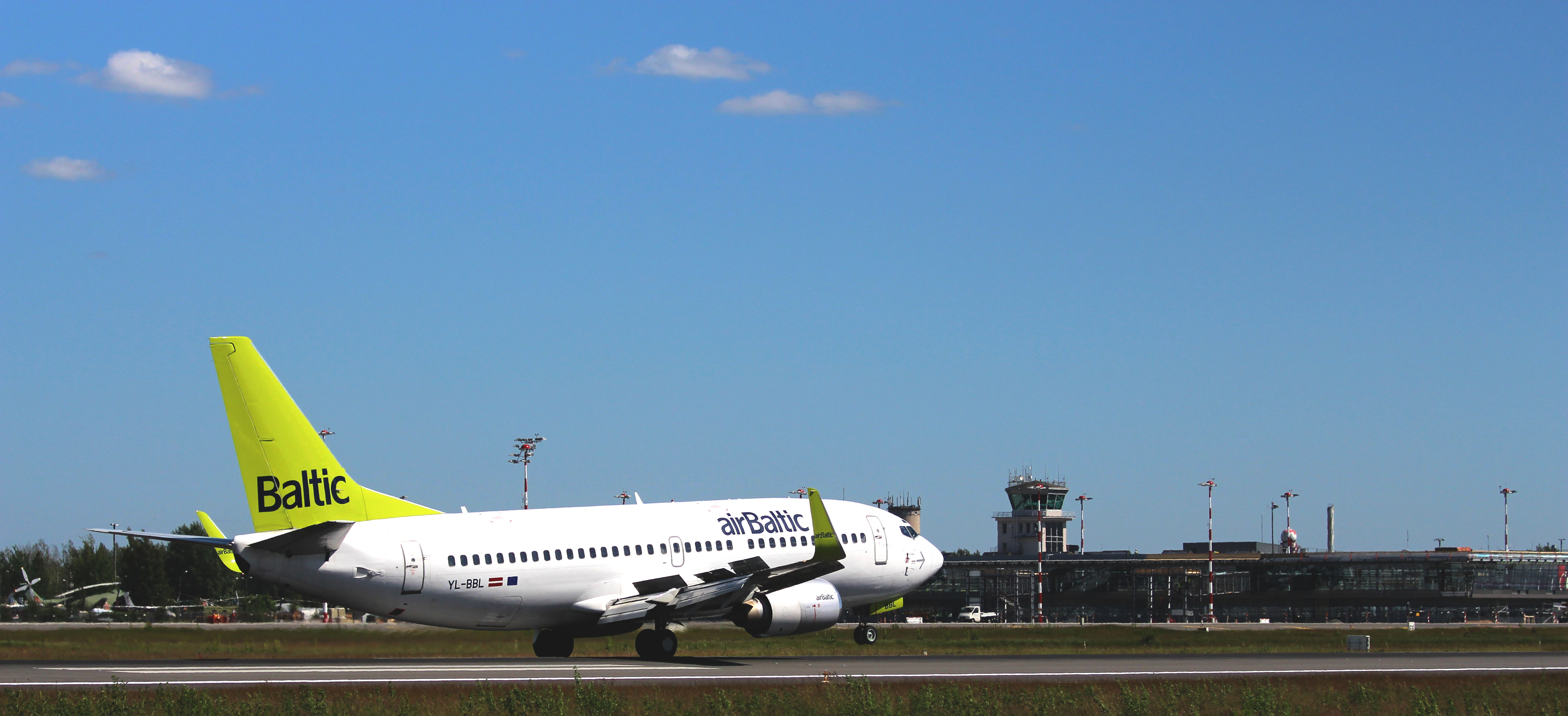
Samolot Air Baltic na lotnisku w Rydze.

Kod ICAO lotniska to EVRA, natomiast kod IATA to RIX. Znajduje się na wysokości 10 metrów nad poziomem morza. Pożary podejść, pożary krawędzi pasa startowego, pożary linii osi pasa startowego i pożary stref o niskim wpływie spełniają wymagania operacji precyzyjnego zniżania CAT II.
Szerokość pasa startowego wynosi 45 metrów. 30 października 2008 roku oddano do użytku przebudowany pas startowy, którego długość zwiększono do 3200 metrów. Dzięki temu lotnisko jest w stanie przyjąć duże samoloty, takie jak Airbus A340 i Boeing 747.

## Transport
Połączenie autobusowe z centrum Rygi zapewnia autobus nr 22.
Międzynarodowa firma autobusowa "Ecolines" zatrzymuje się na lotnisku w Rydze trzy razy dziennie na trasie Ryga — Tallinn — Ryga. Ollex zapewnia codzienne połączenia między Rygą (miasto i lotnisko) a Szawlami, Pluņģi i Kłajpedą.

### Dworzec kolejowy na lotnisku w Rydze
Budowa stacji Rail Baltica w pobliżu lotniska rozpoczęła się 30 czerwca 2021 r., zakończenie budowy terminalu zaplanowano na początek 2023 r., a całej infrastruktury lotniska do końca 2025 r. Pociąg dużych prędkości Rail Baltica będzie kursował cztery razy dziennie nowo wybudowaną linią kolejową do Dworca Głównego w Rydze, co 15-30 minut, dzięki czemu z lotniska do centrum stolicy będzie można dostać się w 8 minut.